# Aphis wartenbergi
Aphis wartenbergi är en insektsart. Aphis wartenbergi ingår i släktet Aphis och familjen långrörsbladlöss. Inga underarter finns listade i Catalogue of Life.